# Rathaus (Stadtbahn di Duisburg)
La stazione di Duisburg Rathaus è una stazione sotterranea della Stadtbahn di Duisburg. Posta nel quartiere Altstadt ("centro storico"), si trova nelle vicinanze del palazzo comunale ("Rathaus"), dal quale prende il nome.

## Storia
La stazione venne progettata come parte dell'Innenstadttunnel, la galleria che sottopassa il centro cittadino; questa infrastruttura venne attivata all'esercizio l'11 luglio 1992.

## Strutture e impianti
Si tratta di una stazione sotterranea, con due binari – uno per ogni senso di marcia – serviti da una banchina ad isola lunga 90 metri; essendo la linea servita esclusivamente da vetture tranviarie classiche, la banchina ha un'altezza di 26 centimetri sul piano del ferro.
L'accesso avviene tramite due mezzanini posti alle due estremità della banchina, uno posto sotto la piazza del Kuhtor e uno sotto l'Alter Markt. I binari corrono a grande profondità, in quanto i progetti del passato prevedevano che la galleria proseguisse verso nord-ovest sottopassando il bacino portuale dell'Innenhafen in direzione di Kaßlerfeld e Ruhrort; tuttavia tale progetto non fu mai completato, e pertanto i binari, poco ad ovest della stazione, risalgono in superficie con una rampa reimmettendosi sulla sede tranviaria d'origine.
L'allestimento architettonico della stazione fu progettato dall'architetto locale Helmut Kohl; le pareti sono decorate da grandi pannelli pittorici, opera dell'artista Manfred Vogel, che reinterpretano in chiave moderna i temi della storia cittadina.

## Movimento
La stazione è servita dalla linea 901, esercita con vetture tranviarie classiche.

## Interscambi
- Fermata autobus[5]